# La Cumbre Del Metal
La cumbre del Metal es un festival de Heavy Metal originario de Argentina, donde se realiza en diferentes ciudades del país, así también se ha organizado en varias ciudades de México.

## Historia
Es un Festival que nuclea una combinación de bandas consagradas con bandas que asoman en la escena del Heavy Metal.

Comenzó por la necesidad de armar un Festival donde se mostraran distintas vertientes del género. El 24 de febrero del 2001 empezaba La Cumbre Del Metal en el Teatro Showcenter de Haedo congregando a más de 1000 espectadores, en este recinto se realizaron 9 eventos. Incluyendo la venida del grupo Shaaman los cuales se presentaron en dos ocasiones.
La Cumbre también tuvo lugar en Cemento, recinto histórico del rock argentino, y República Cromañón, establecimiento tristemente recordado por ser el epicentro de una de las mayores tragedias no naturales en la historia de Argentina.
 
Esta Cumbre Del Metal llegó incluso hasta México, organizándose en 7 oportunidades en distintas ciudades de dicho país, desfilando cientos de bandas y con la asistencia de miles de metaleros.

La Cumbre Del Metal ha sufrido en varias ocasiones intento de hurto de nombre, aunque esto no ha afectado al Festival.

## Edición 2001
| La Cumbre Del Metal 2001 |        |              |           |                    |                                                                               |                  |
| Fecha                    | Ciudad | Provincia    | País      | Recinto            | Bandas principales                                                            | Bandas invitadas |
| 24 de febrero            | Haedo  | Buenos Aires | Argentina | Teatro Showcenter  | Imperio, Carnarium, Bestial, Harpoon, Histeria, Injuria                       |                  |
| 24 de marzo              | Haedo  | Buenos Aires | Argentina | Teatro Showcenter  | Tren Loco, Histeria, Crematorio, Targgath, Adagio, Nothingham                 |                  |
| 31 de julio              | CABA   | Buenos Aires | Argentina | República Cromañón | Tren Loco, Lörihen, Jeriko, Dragón, Carnarium, Kapel Maister, Adagium, Erolga |                  |
| 24 de agosto             | Haedo  | Buenos Aires | Argentina | Teatro Showcenter  | Tren Loco, Renacer, Azeroth, Sélidor, Histeria, Malicia, Injuria, Sinergia    |                  |

- Azeroth realiza un Setlist de 8 canciones: "En la frontera de toda razón", "Esclavo del tiempo", "Campaña al Desierto", "La verdad", "La salida", "Historias de hoy", "En agonía" y "El ocaso de los reyes".[1]

## Edición 2002
| La Cumbre Del Metal 2002 |         |              |           |                   |                                                                              |                  |
| Fecha                    | Ciudad  | Provincia    | País      | Recinto           | Bandas principales                                                           | Bandas invitadas |
| 26 de abril              | Haedo   | Buenos Aires | Argentina | Teatro Showcenter | Renacer, Lörihen, Lovecraft, Corsario, Lykeion, Sinergia, Ranquel, Padieland |                  |
| 21 de julio              | Formosa | Formosa      | Argentina |                   | Bestial, Slow Agony, Septicemia, Metalcolisis, Piedras y Palos               |                  |
| 1 de noviembre           | Haedo   | Buenos Aires | Argentina | Teatro Showcenter | Tren Loco, Carnarium, Malicia, Injuria, Histeria, Dulce Presagio, Daksha     |                  |

## Edición 2005
| La Cumbre Del Metal 2005 |        |           |        |             |                                                 |                  |
| Fecha                    | Ciudad | Provincia | País   | Recinto     | Bandas principales                              | Bandas invitadas |
| 6 de marzo               |        |           | México | Salón Archi | IRA, Argos, Carpe Diem, Raxas, Diarko, Serpenta | Thor             |

## Edición 2006
| La Cumbre Del Metal 2006 |        |           |        |         | |                  |
| Fecha                    | Ciudad | Provincia | País   | Recinto | Bandas principales | Bandas invitadas |
|                          |        |           | México |         | Serpenta, Raxas, Diarko, Mitika, Leprosy, Psicofonía, Blacksmith, Solarian, Foraleza, IRA, Argos, Carpe Diem, Dagoth, Funeral, Santo Oficio, Poder Oculto | Renacer Thor     |

## Edición 2007
El 31 de agosto del 2007, en El Teatrito regresaron Las Cumbres, lugar acorde con la historia y el prestigio de La Cumbre Del Metal con un cartel de 4 bandas. Más de 100 personas se quedaron sin poder ingresar al recinto ante la gran concurrencia de público.

| La Cumbre Del Metal 2007 |        |              |           |             |                                    |                  |
| Fecha                    | Ciudad | Provincia    | País      | Recinto     | Bandas principales                 | Bandas invitadas |
| 31 de agosto             | CABA   | Buenos Aires | Argentina | El Teatrito | Magnos, Lujuria, Imperio, Metralla |                  |

## Edición 2008
En el 2008 La Cumbre Del Metal regresaría a su lugar de origen, el 10 de mayo se realizó en el microestadio del Club Deportivo Morón ante una gran concurrencia de público, destacándose la actuación de Serpentor, Lörihen y Renacer, entre otras.
| La Cumbre Del Metal 2008 |        |              |           |                         |                                                             |                  |
| Fecha                    | Ciudad | Provincia    | País      | Recinto                 | Bandas principales                                          | Bandas invitadas |
| 10 de mayo               | Morón  | Buenos Aires | Argentina | Estadio Deportivo Morón | Lörihen, Renacer, Serpentor, El Patrón, Exthremony, Lobrega |                  |
| 13 de septiembre         | Flores | Buenos Aires | Argentina | The End                 | Logos, Metralla, Jeriko, Carnarium, Arthois, Eternal        |                  |

## Edición 2009
| La Cumbre Del Metal 2009 |        |              |           |         |                                                                      |                  |
| Fecha                    | Ciudad | Provincia    | País      | Recinto | Bandas principales                                                   | Bandas invitadas |
| 27 de noviembre          | Flores | Buenos Aires | Argentina | The End | Logos, El Reloj, Candente, Necrophiltac, Arthois, Rencor, Matan S.A. |                  |

## Edición 2012
| La Cumbre Del Metal 2012 |            |              |           |          |                                                                |                  |
| Fecha                    | Ciudad     | Provincia    | País      | Recinto  | Bandas principales                                             | Bandas invitadas |
| 3 de octubre             | San Miguel | Buenos Aires | Argentina | XLR Club | Logos, Metralla, Mastifal, Patagon, Certera, Paranoia, Miseria |                  |

## Edición 2015
| La Cumbre Del Metal 2015 |            |              |           |          |                                                                     |                  |
| Fecha                    | Ciudad     | Provincia    | País      | Recinto  | Bandas principales                                                  | Bandas invitadas |
| 14 de noviembre          | San Miguel | Buenos Aires | Argentina | XLR Club | Plan 4, Harpoon, Retrosatan, Cashate, Bellathor, Lobrega, Destierro |                  |

## Edición 2016
| La Cumbre Del Metal 2016 |                        |              |           |              |                                                                                            |                  |
| Fecha                    | Ciudad                 | Provincia    | País      | Recinto      | Bandas principales                                                                         | Bandas invitadas |
| 22 de octubre            | Quilmes                | Buenos Aires | Argentina | Club Tucumán | Turu Paredes, Generaciones Metálicas, Harpoon, In-Dios, Nixhemera, Infernal                |                  |
| 19 de noviembre          | San Miguel             | Buenos Aires | Argentina | XLR Club     | Metralla, Harpoon, Necratal, Cruzados, Turu Paredes, Tempesthrash, Morvida, Dejando de Ser |                  |
| 12 de diciembre          | Concepción del Uruguay | Entre Ríos   | Argentina | Infinito Bar | Harpoon, Generaciones Metálicas, Dhak, Raza Salvaje, Hanomag                               |                  |

## Edición 2017
| La Cumbre Del Metal 2017 |            |              |           |          |                                                                                                |                  |
| Fecha                    | Ciudad     | Provincia    | País      | Recinto  | Bandas principales                                                                             | Bandas invitadas |
| 25 de noviembre          | San Miguel | Buenos Aires | Argentina | XLR Club | Harpoon, Paranoia, Rebeldía, Manifiesto, Morvida, Chashate, Abducción, Dejando De Ser, Cashate |                  |